# 第15回全米映画俳優組合賞
15th SAG Awards

2009年1月25日
キャスト賞 - 映画: 

スラムドッグ$ミリオネア
キャスト賞 - ドラマ・シリーズ: 

 マッドメン

キャスト賞 - コメディ・シリーズ: 

30 ROCK/サーティー・ロック 
第15回全米映画俳優組合賞は、2008年の映画及びテレビ番組で活躍した俳優に贈られる賞である。セレモニーは2009年1月25日にカリフォルニア州ロサンゼルスのシュライン・オーディトリアムで行われ、TNTとTBSによって放送された。
ノミネートは2008年12月18日にアンジェラ・バセットとエリック・マコーマックによってロサンゼルスのパシフィック・デザイン・センターのシルバー・シアターで発表された。
最多候補映画作品は『ダウト〜あるカトリック学校で〜』の5つで、個人賞4つ、アンサンブル賞1つである。最多候補テレビ作品『ボストン・リーガル』、『30 rock』、John Adams、『マッドメン』、『クローザー』で、それぞれ3つである。

## 候補者及び受賞者一覧

### 生涯功労賞
- ジェームズ・アール・ジョーンズ

### 映画

#### 主演男優賞
- ショーン・ペン – 『ミルク』 - ハーヴィー・ミルク役
  - リチャード・ジェンキンス – 『扉をたたく人』 - ウォルター・ヴェイル役
  - フランク・ランジェラ – 『フロスト×ニクソン』 - リチャード・ニクソン役
  - ブラッド・ピット – 『ベンジャミン・バトン 数奇な人生』 - ベンジャミン・バトン役
  - ミッキー・ローク – 『レスラー』 - ランディ・“ザ・ラム”・ロビンソン役

#### 主演女優賞
- メリル・ストリープ – 『ダウト〜あるカトリック学校で〜』 - シスター・アロイシアス役
  - アン・ハサウェイ – 『レイチェルの結婚』 - キム役
  - アンジェリーナ・ジョリー – 『チェンジリング』 - クリスティン・コリンズ役
  - メリッサ・レオ – 『フローズン・リバー』 - レイ・エディ役
  - ケイト・ウィンスレット – 『レボリューショナリー・ロード/燃え尽きるまで』 - エイプリル・ウィーラー役

#### 助演男優賞
- ヒース・レジャー – 『ダークナイト』 - ジョーカー役（死後受賞）
  - ジョシュ・ブローリン – 『ミルク』 - ダン・ホワイト役
  - ロバート・ダウニー・Jr – 『トロピック・サンダー/史上最低の作戦』 - カーク・ラザラス役
  - フィリップ・シーモア・ホフマン – 『ダウト〜あるカトリック学校で〜』 - フリン神父役
  - デーヴ・パテール – 『スラムドッグ$ミリオネア』 - ジャマール・マリク役

#### 助演女優賞
- ケイト・ウィンスレット – 『愛を読むひと』 - ハンナ・シュミッツ役
  - エイミー・アダムス – 『ダウト〜あるカトリック学校で〜』 - シスター・ジェイムズ役
  - ペネロペ・クルス – 『それでも恋するバルセロナ』 - マリア・エレーナ役
  - ヴィオラ・デイヴィス – 『ダウト〜あるカトリック学校で〜』 - ミラー夫人役
  - タラジ・P・ヘンソン – 『ベンジャミン・バトン 数奇な人生』 - クイニー役

#### キャスト賞
- 『スラムドッグ$ミリオネア』
ルビーナー・アリー
タナイ・チェーダー
アーシュトーシュ・ローボー・ガージーワーラー
アズハルッディーン・モハンマド・イスマーイール
アニル・カプール
イルファーン・カーン
アーユシュ・マヘーシュ・ケーデーカル
タンヴィー・ガネーシュ・ローンカル
マドゥル・ミッタル
デーヴ・パテール
フリーダ・ピントー
  - 『ベンジャミン・バトン 数奇な人生』
  - 『ダウト〜あるカトリック学校で〜』
  - 『フロスト×ニクソン』
  - 『ミルク』

#### スタント・アンサンブル賞
- 『ダークナイト』[4]
- 『ヘルボーイ/ゴールデン・アーミー』
- 『インディ・ジョーンズ/クリスタル・スカルの王国』
- 『アイアンマン』
- 『ウォンテッド』

### テレビ

#### 男優賞（テレビ映画・ミニシリーズ）
- ポール・ジアマッティ – John Adams - ジョン・アダムス役
  - レイフ・ファインズ – 『バーナード・アンド・ドリス』 - バーナード・ラファティ役
  - ケヴィン・スペイシー – 『リカウント』 - ロン・クレイン役
  - キーファー・サザーランド – 『24 TWENTY FOUR リデンプション』 - ジャック・バウアー役
  - トム・ウィルキンソン – John Adams - ベンジャミン・フランクリン役

#### 女優賞（テレビ映画・ミニシリーズ）
- ローラ・リニー – John Adams - アビゲイル・アダムス役
  - ローラ・ダーン – 『リカウント』 - キャサリン・ハリス役
  - シャーリー・マクレーン – 『ココ・シャネル』 - ココ・シャネル役
  - フィリシア・ラシャド – A Raisin in the Sun - レナ・ヤンガー役
  - スーザン・サランドン – 『バーナード・アンド・ドリス』 - ドリス・デューク役

#### 男優賞（ドラマシリーズ）
- ヒュー・ローリー – 『Dr.HOUSE』 - グレゴリー・ハウス役
  - マイケル・C・ホール – 『デクスター 警察官は殺人鬼』 - デクスター・モーガン役
  - ジョン・ハム – 『マッドメン』 - ドン・デレイパー役
  - ウィリアム・シャトナー – 『ボストン・リーガル』 - デニー・クレイン役
  - ジェームズ・スペイダー – 『ボストン・リーガル』 - アラン・ショア役

#### 女優賞（ドラマシリーズ）
- サリー・フィールド – 『ブラザーズ&シスターズ』 - ノラ・ウォーカー役
  - マリスカ・ハージティ – 『LAW & ORDER:性犯罪特捜班』 - オリビア・ベンソン役
  - ホリー・ハンター – 『女捜査官グレイス 〜 天使の保護観察中』 - グレイス・ハナダルコ役
  - エリザベス・モス – 『マッドメン』 - ペギー・オルセン役
  - キーラ・セジウィック – 『クローザー』 - ブレンダ・リー・ジョンソン役

#### 男優賞（コメディ・シリーズ）
- アレック・ボールドウィン – 『30 ROCK/サーティー・ロック』 - ジャック・ドナギー役
  - スティーヴ・カレル – The Office - マイケル・スコット役
  - デイヴィッド・ドゥカヴニー – 『カリフォルニケーション ある小説家のモテすぎる日々』 - ハンク・ムーディ役
  - ジェレミー・ピヴェン – 『アントラージュ★オレたちのハリウッド』 - アリ・ゴールド役
  - トニー・シャルーブ – 『名探偵モンク』 - エイドリアン・モンク役

#### 女優賞（コメディ・シリーズ）
- ティナ・フェイ – 『30 ROCK/サーティー・ロック』 - リズ・レモン役
  - クリスティナ・アップルゲイト – 『サマンサ Who?』 - サマンサ・ニューリー役
  - アメリカ・フェレーラ – 『アグリー・ベティ』 - ベティ・スアレス役
  - メアリー＝ルイーズ・パーカー – 『Weeds ママの秘密』 - ナンシー・ボトウィン役
  - トレイシー・ウルマン – Tracey Ullman's State of the Union - 複数の登場人物

#### アンサンブル賞（ドラマシリーズ）
- 『マッドメン』
ブライアン・バット
アリソン・ブリー
マイケル・グラディス
ジョン・ハム
アーロン・ハート
クリスティーナ・ヘンドリックス
ジャニュアリー・ジョーンズ
ヴィンセント・カーシーザー
マーク・モーゼス
エリザベス・モス
キーナン・シプカ
ジョン・スラッテリー
リッチ・ソマー
アーロン・ステイトン
  - 『ボストン・リーガル』
  - 『デクスター 警察官は殺人鬼』
  - 『Dr.HOUSE』
  - 『クローザー』

#### アンサンブル賞（コメディシリーズ）
- 『30 ROCK/サーティー・ロック』
スコット・アツィット
アレック・ボールドウィン
カトリーナ・ボウデン
ティナ・フェイ
ジュダ・フリードランダー
ジェーン・クラコウスキー
ジャック・マクブレイヤー
トレイシー・モーガン
モーリク・パンチョリー
キース・パウエル
  - 『デスパレートな妻たち』
  - 『アントラージュ★オレたちのハリウッド』
  - The Office
  - 『Weeds ママの秘密』

#### スタント・アンサンブル賞
- 『HEROES』[4]
  - Friday Night Lights
  - 『プリズン・ブレイク』
  - 『クローザー』
  - 『ザ・ユニット 米軍極秘部隊』

## メモリアル
| - チャールトン・ヘストン - アイヴァン・ディクソン - キム・チャン - ドン・S・デイヴィス - メイジェル・バレット - デヴィッド・グロー - スタンリー・カメル - ハーヴェイ・コーマン - エディ・アダムス - ポール・スコフィールド - メル・ファーラー | - サム・ボトムズ - シド・チャリシー - ロバート・プロスキー - ロバート・ドクィ - ドン・ラフォンティーヌ - パトリック・マクグーハン - クリストファー・オールポート - ディック・マーティン - ポール・ベネディクト - ギル・ストラットン - ビヴァリー・ガーランド | - シドニー・ポラック - アイザック・ヘイズ - イヴリン・キース - バリー・モース - ジョン・フィリップ・ロー - ルース・コーエン - リカルド・モンタルバン - オーガスタ・ダブニー - ジョージ・ファース - ヴァン・ジョンソン - バーニー・マック | - パット・ヒングル - ドン・ギャロウェイ - ジョージ・カーリン - リチャード・ウィドマーク - エステル・ゲティ - バーニー・ハミルトン - ロイ・シャイダー - アーサ・キット - ニナ・フォック - ポール・ニューマン |

## 複数ノミネート

### 映画
5
- 『ダウト〜あるカトリック学校で〜』（2受賞）

3
- 『ミルク』（1受賞）
- 『ベンジャミン・バトン 数奇な人生』

2
- 『ダークナイト』（2受賞）
- 『フロスト×ニクソン』
- 『スラムドッグ$ミリオネア』（1受賞）

### テレビ
3
- 『ボストン・リーガル』
- 『クローザー』
- John Adams （2受賞）
- 『マッドメン』（1受賞）
- 『30 ROCK/サーティー・ロック』（3受賞）

2
- 『バーナード・アンド・ドリス』
- 『デクスター 警察官は殺人鬼』
- 『アントラージュ★オレたちのハリウッド』
- 『Dr.HOUSE』（1受賞）
- The Office
- 『リカウント』
- 『Weeds ママの秘密』